# Greppin
Greppin è una frazione della città tedesca di Bitterfeld-Wolfen, nella Sassonia-Anhalt.

## Storia
Greppin fu citata per la prima volta intorno al 1400, e costituiva un piccolo centro rurale, posto nei pressi della città di Bitterfeld.
Agli inizi del XX secolo, Greppin fu investita dallo sviluppo industriale della regione, divenendo un importante centro di produzione di laterizi.
Il 1º luglio 2007 il comune di Greppin fu fuso con le città di Bitterfeld e Wolfen, e i comuni di Holzweißig e Thalheim, formando la nuova città di Bitterfeld-Wolfen.